# Persone di nome Amelia
| Questa pagina contiene informazioni ricavate automaticamente dalle voci biografiche con l'ausilio del template Bio e di un bot. L'aggiornamento è periodico e automatico e ricostruisce completamente la pagina. Se manca una persona in questa lista, sei pregato di non aggiungerla, ma accertati piuttosto che la sua voce biografica contenga il template Bio e che i dati anagrafici siano correttamente compilati. Se il template Bio manca, inseriscilo tu stesso o, in alternativa, metti l'avviso {{tmp\|Bio}} che ne segnala la mancanza. Se i dati riportati sono sbagliati, correggi direttamente la voce biografica; le modifiche saranno visibili in questa lista entro pochi giorni. Per chiarimenti vedi il progetto antroponimi. La lista contiene solo le 59 persone che sono citate nell'enciclopedia e per le quali è stato implementato correttamente il template Bio. Pagina aggiornata al 6 ago 2025. |

Questa è una lista di persone presenti nell'enciclopedia che hanno il nome Amelia, suddivise per attività principale.

## Assassine seriali(1)
- Amelia Dyer, serial killer britannica (Bristol, n. 1838 - Londra, † 1896)

## Attiviste(2)
- Amelia Bloomer, attivista statunitense (Homer, n. 1818 - Council Bluffs, † 1894)
- Amelia Boynton Robinson, attivista statunitense (Savannah, n. 1905 - Montgomery, † 2015)

## Attrici(10)
- Milly Alcock, attrice australiana (Sydney, n. 2000)
- Amelia Bence, attrice argentina (Buenos Aires, n. 1914 - Buenos Aires, † 2016)
- Amelia Rose Blaire, attrice statunitense (New York, n. 1987)
- Amy Bruckner, attrice statunitense (Conifer, n. 1991)
- Amelia Chellini, attrice italiana (Firenze, n. 1880 - Roma, † 1944)
- Minnie Driver, attrice britannica (Londra, n. 1970)
- Amelia Eve, attrice britannica (Londra, n. 1992)
- Millie Gibson, attrice britannica (Tameside, n. 2004)
- Amelia Heinle, attrice statunitense (Phoenix, n. 1973)
- Amelia Warner, attrice e cantautrice britannica (Liverpool, n. 1982)

## Aviatrici(1)
- Amelia Earhart, aviatrice statunitense (Atchison, n. 1897)

## Bibliotecarie(1)
- Amelia Gayle, bibliotecaria statunitense (Greensboro, n. 1826 - Tuscaloosa, † 1913)

## Cantanti(3)
- Amelia Lily, cantante britannica (Middlesbrough, n. 1994)
- Amelia Faraone, cantante italiana (Napoli, n. 1871 - Napoli, † 1929)
- Girli, cantante e rapper britannica (Londra, n. 1997)

## Cantanti liriche(1)
- Amelia Patti, cantante lirica italiana (Madrid, n. 1831 - Parigi, † 1915)

## Cantautrici(2)
- Fazerdaze, cantautrice e polistrumentista neozelandese (Wellington, n. 1993)
- Mimi Webb, cantautrice britannica (Canterbury, n. 2000)

## Cestiste(1)
- Meli Suárez, ex cestista spagnola (Madrid, n. 1954)

## Doppiatrici(1)
- Melina Martello, doppiatrice e direttrice del doppiaggio italiana (Milano, n. 1941)

## Fotografe(1)
- Amelia Van Buren, fotografa statunitense (Detroit - † 1942)

## Ginnaste(1)
- Amelia Racea, ex ginnasta rumena (Târgu Jiu, n. 1994)

## Giornaliste(1)
- Lia Capizzi, giornalista, conduttrice televisiva e conduttrice radiofonica italiana (Camposampiero, n. 1972)

## Modelle(1)
- Amelia Vega, modella dominicana (Santo Domingo, n. 1984)

## Nobildonne(1)
- Amelia Darcy, nobildonna inglese (n. 1754 - † 1784)

## Nobili(3)
- Amelia FitzClarence, nobile britannica (Teddington, n. 1807 - Londra, † 1858)
- Amelia d'Orléans, nobile (Twickenham, n. 1865 - Versailles, † 1951)
- Amelia di Hannover, nobile inglese (Windsor, n. 1783 - Windsor, † 1810)

## Pesiste(1)
- Amelia Piccinini, pesista e lunghista italiana (Alessandria, n. 1917 - Torino, † 1979)

## Pittrici(2)
- Amelia Mecherini, pittrice italiana (Firenze, n. 1886 - Firenze, † 1960)
- Amelia Tessitore Gelanzè, pittrice italiana (Messina, n. 1866 - Napoli)

## Poetesse(2)
- Amelia Rosselli, poetessa, organista e etnomusicologa italiana (Parigi, n. 1930 - Roma, † 1996)
- Amelia Sarteschi Calani Carletti, poetessa italiana (Fivizzano, n. 1802 - Firenze, † 1856)

## Politiche(5)
- Amelia Andersdotter, politica svedese (Enköping, n. 1987)
- Amelia Casadei, politica italiana (Cesena, n. 1930)
- Amelia J. Gordon, politica filippina (Castillejos, n. 1919 - Olongapo, † 2009)
- Amelia Ioli Gigante, politica e docente italiana (Rometta, n. 1932 - Messina, † 2013)
- Amelia Womack, politica britannica (Newport, n. 1985)

## Principesse(1)
- Amelia Sofia di Hannover, principessa britannica (Hannover, n. 1711 - Londra, † 1786)

## Sante(1)
- Amelia di Gerona, santa romana (Gerona, † 304)

## Sciatrici alpine(2)
- A J Hurt, sciatrice alpina statunitense (Truckee, n. 2000)
- Amelia Smart, sciatrice alpina canadese (Invermere, n. 1998)

## Scrittrici(5)
- Amelia Edith Barr, scrittrice britannica (Ulverston, n. 1831 - White Plains, † 1919)
- Amelia Edwards, scrittrice, giornalista e egittologa inglese (Londra, n. 1831 - Weston-super-Mare, † 1892)
- Amelia Opie, scrittrice britannica (Norwich, n. 1769 - Norwich, † 1853)
- Amelia Pincherle Rosselli, scrittrice e antifascista italiana (Venezia, n. 1870 - Firenze, † 1954)
- Amelia Podetti, scrittrice, filosofa e docente argentina (Villa Mercedes, n. 1928 - Buenos Aires, † 1979)

## Scultrici(1)
- Amelia Camboni, scultrice italiana (Villamassargia, n. 1913 - Roma, † 1985)

## Snowboarder(1)
- Amy Purdy, snowboarder statunitense (Las Vegas, n. 1979)

## Soprani(2)
- Amelia Felle, soprano italiana (Bari, n. 1960)
- Amelia Pinto, soprano italiano (Palermo, n. 1876 - Palermo, † 1946)

## Sovrane(1)
- Amelia di Uvea, regina (Mata-Utu, n. 1845 - Mata-Utu, † 1895)

## Tuffatrici(1)
- Amy Cozad, tuffatrice statunitense (Indianapolis, n. 1991)

## Velociste(1)
- Amelia Schenone, velocista e mezzofondista italiana

## Senza attività specificata(2)
- Amelia di Leuchtenberg, duchessa (Milano, n. 1812 - Lisbona, † 1873)
- Amelia Pontremoli, italiana (Padova, n. 1894 - Auschwitz, † 1944)